# 黒い軍勢

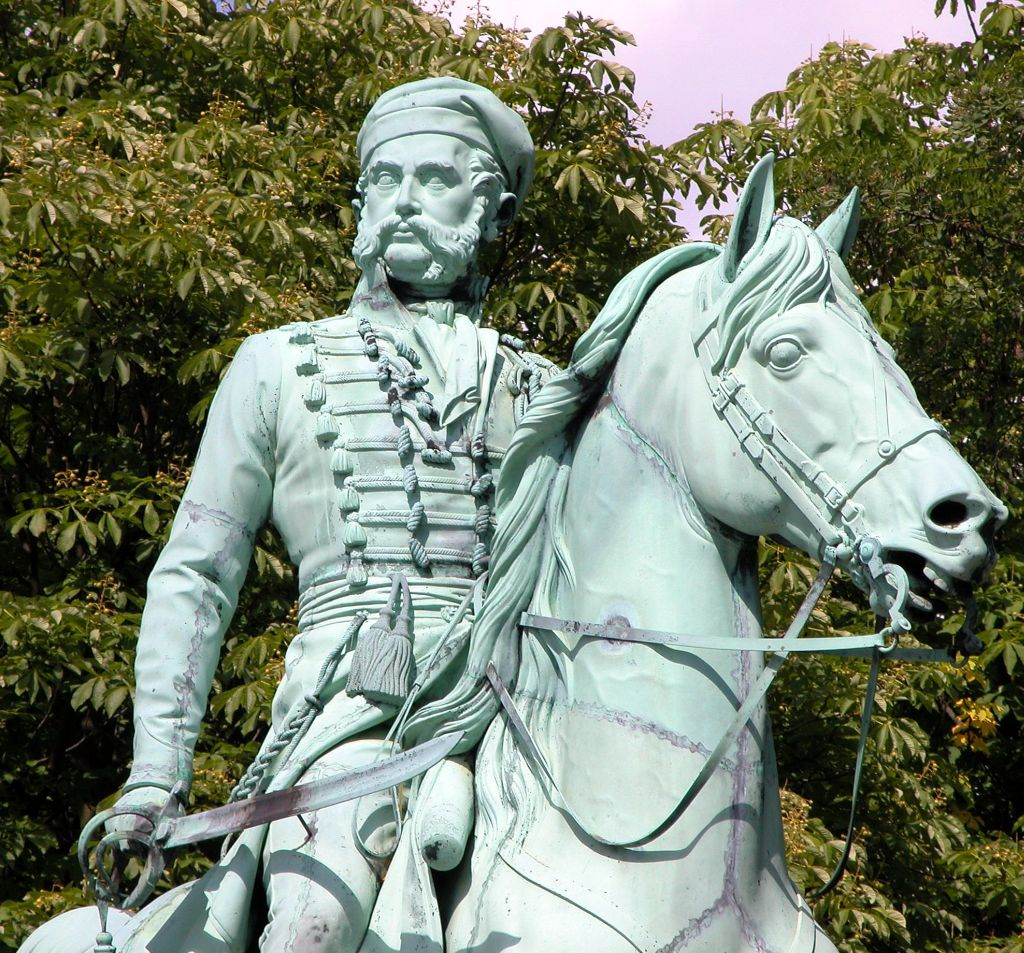
「黒公爵」ことブラウンシュヴァイク＝リューネブルク公フリードリヒ・ヴィルヘルムの騎馬像。

黒い軍勢（くろいぐんぜい、独：Schwarze Schar）は、第5次対仏大同盟戦争中の1809年4月1日、「黒公爵」ことブラウンシュヴァイク＝リューネブルク＝エールス公フリードリヒ・ヴィルヘルムが
ヨーロッパ各地の戦場でナポレオン・ボナパルトおよびフランスのドイツ占領軍と戦うべく創設した義勇軍である。元は「ブラウンシュヴァイク公国軍団」（Herzoglich Braunschweigisches Korps）もしくは「黒い軍団」（Schwarze Legion）と呼ばれていたが、後にイギリス軍に参加して「ブラック・ブランズウィッカーズ」（Black Brunswickers）として名を馳せた。

## 前史
イエナ・アウエルシュタットの戦いでフリードリヒ・ヴィルヘルムの父、ブラウンシュヴァイク公カール・ヴィルヘルムは致命傷を負い、数日後に没した。プロイセン軍 (Prussian Army) の総司令官を務めていたカール・ヴィルヘルムの所領、ブラウンシュヴァイク＝ヴォルフェンビュッテル侯領はナポレオンとの戦争で中立を保っていたにも拘わらず、フランス皇帝は1807年にブラウンシュヴァイク家が統治を停止したと宣言し、侯領を解体すると自身が打ち立てたヴェストファーレン王国に併合する。ブラウンシュヴァイクはこれ以降、同王国で新しく「デパルトマン・デュ・ロケール (de:Département de l’Ocker) 」と呼ばれた地方の首都になった。
フリードリヒ・ヴィルヘルムの妻、マリーはフランス軍のブラウンシュヴァイクへの侵攻が迫ると二人の息子、カールとヴィルヘルムを連れてひとまずプフォルツハイムに逃れた。フリードリヒ・ヴィルヘルム自身はシュレージエンにある自らの所領、エールス公領に退いたが、現状を無抵抗で甘受する気になれず、フランス軍に占領された侯領を奪還するために1808年から軍団を召集し始めたのである。

### ウィーン協定

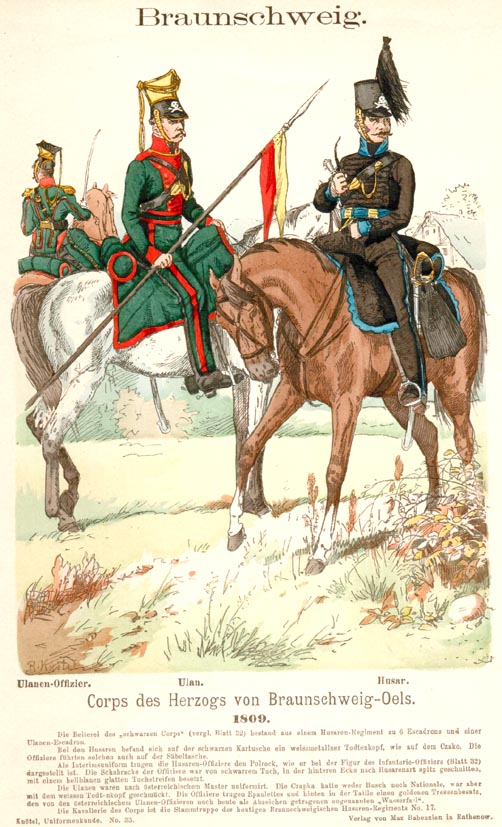
リヒャルト・クネーテル作、「ブラウンシュヴァイク＝エールス公の軍団、1809年：『黒い軍勢』のウーランとフザール」

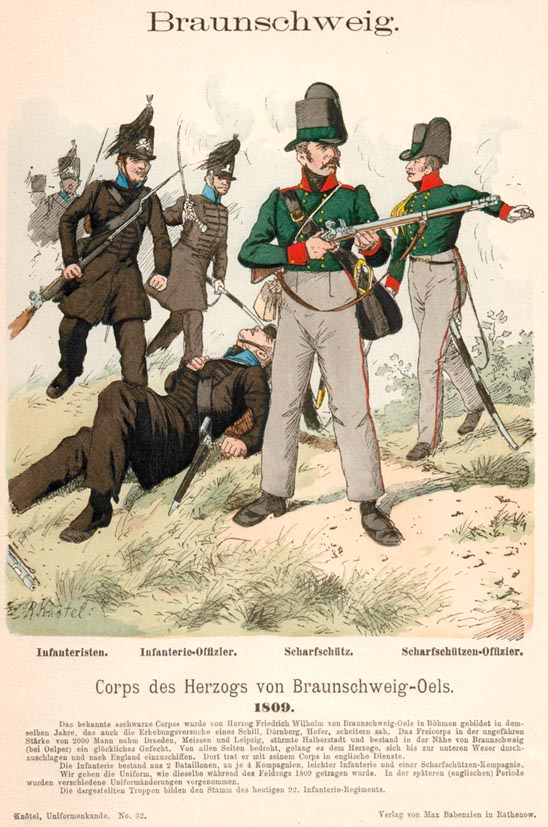
クネーテル作、「「ブラウンシュヴァイク＝エールス公の軍団、1809年：歩兵」

1808年の冬、フリードリヒ・ヴィルヘルムはウィーンへ向かい、1809年2月25日のウィーン協定 (de:Konvention von Wien) でカール大公にフザール1000騎、軽歩兵1000名および騎馬砲兵125名から構成される部隊の設立を約束した。彼はエールス公領およびベルンシュタット公領 (de:Herzogtum Bernstadt) の財産を抵当に入れ、その装備を自弁するよう望む。その場合、オーストリアは彼を連合国の一員と見なすという確約も得た。
協定の第3条は下記の通りである。
また第7条は下記のように規定した。
また第10条では、新しい軍団が武器や装備をオーストリアの工廠から得ることとされた。

### 創設
これに対しプロイセン国王フリードリヒ・ヴィルヘルム3世は、敵対していたフランスとの宥和を図るべくシュレージエンから上がる公の収益を領内に押し留め、義勇部隊の設立を積極的に阻もうとした。プロイセン国王は、1809年4月10日に次のように発表している。

### 兵力と編成
1809年7月25日、「黒い軍勢」を構成していたのは義勇猟兵大隊1個を伴う歩兵2個大隊、狙撃兵1個中隊、フザール1個連隊、ウーランおよび騎馬砲兵各1個中隊である。部隊の指揮官であった黒公爵と並ぶ重要な人物は、司令部の指揮官代行を務めたゲオルク・ルートヴィヒ・コルフェス (de:Georg Ludwig Korfes) 少佐であった。

### 制服
主に黒い制服から、この義勇部隊はやがて「黒い軍勢」と呼ばれるようになる。歩兵は簡素な飾緒を付け、黒く染めたフロックコートの一種、「ポールロック」（Polrock）と、青い飾り縁を伴う黒もしくは灰色の革ズボン、暗灰色のゲートルを伴う靴を身に着け、黒い羽根飾り（後に黒い馬の尾に替えられた）をあしらうシャコー帽を被り、弾薬盒と銃剣の鞘を吊るした黒い革帯を巻き、茶色の毛皮を張った背嚢とパン袋を下げていた。上着には黒糸で縁取られた明るい青色の立襟が付いていた。
騎兵は明るい青色の襟をあしらう黒いドルマンを着て、明るい青の結び目を飾った黄色い綬を身に着け、青い飾り縁の付いた黒い乗馬ズボンを穿いていた。黒いシャコー帽は当初から黒い馬の尾で飾られており、それには黄色い金属製のあご紐が付いていた。残りの革帯は全て黒であった。
砲兵の服装は騎兵と同様で、長い裾を伴う黒い乗馬用の上着を、黒糸で縁取られた明るい青色の立襟で飾った。また青い飾り縁が付いた黒いズボンを着用し、フザール用のサーベルを携えていた。

### トーテンコップフ

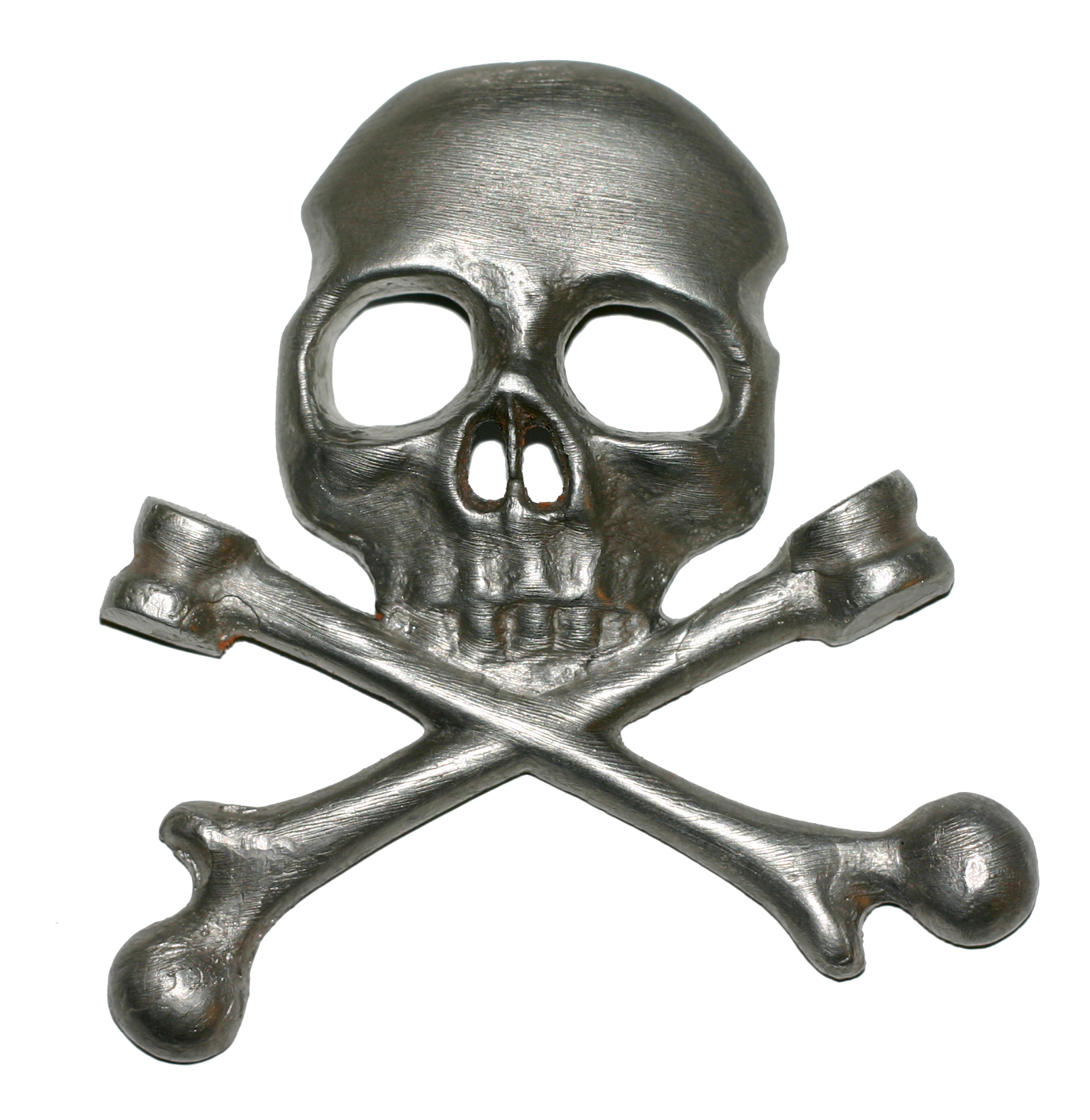
1815年のブラウンシュヴァイクのトーテンコップフ

自ら「復讐の軍勢」（Schar der Rache）と称し、「勝利か死か」（Sieg oder Tod）を標語としていたこの義勇部隊は、シャコー帽に髑髏の徽章（トーテンコップフ）をあしらい、その下に2本の交差する骨を組み合わせた。この徽章はすでにプロイセン軍のダニエル・フリードリヒ・フォン・ロッソウ (de:Daniel Friedrich von Lossow) 中将指揮下の「黒いフザール (de:Schwarze Husaren) 」連隊が採用している。また1652年、ヴュルテンベルク＝エールス公ズィルヴィウス・ニムロートがエールス公国で髑髏騎士団 (de:Ritterorden vom Todtenkopf) を創設している。
黒公爵はこれらを手本として、この徽章を自らの部隊に使うことにした可能性がある。

## 戦歴

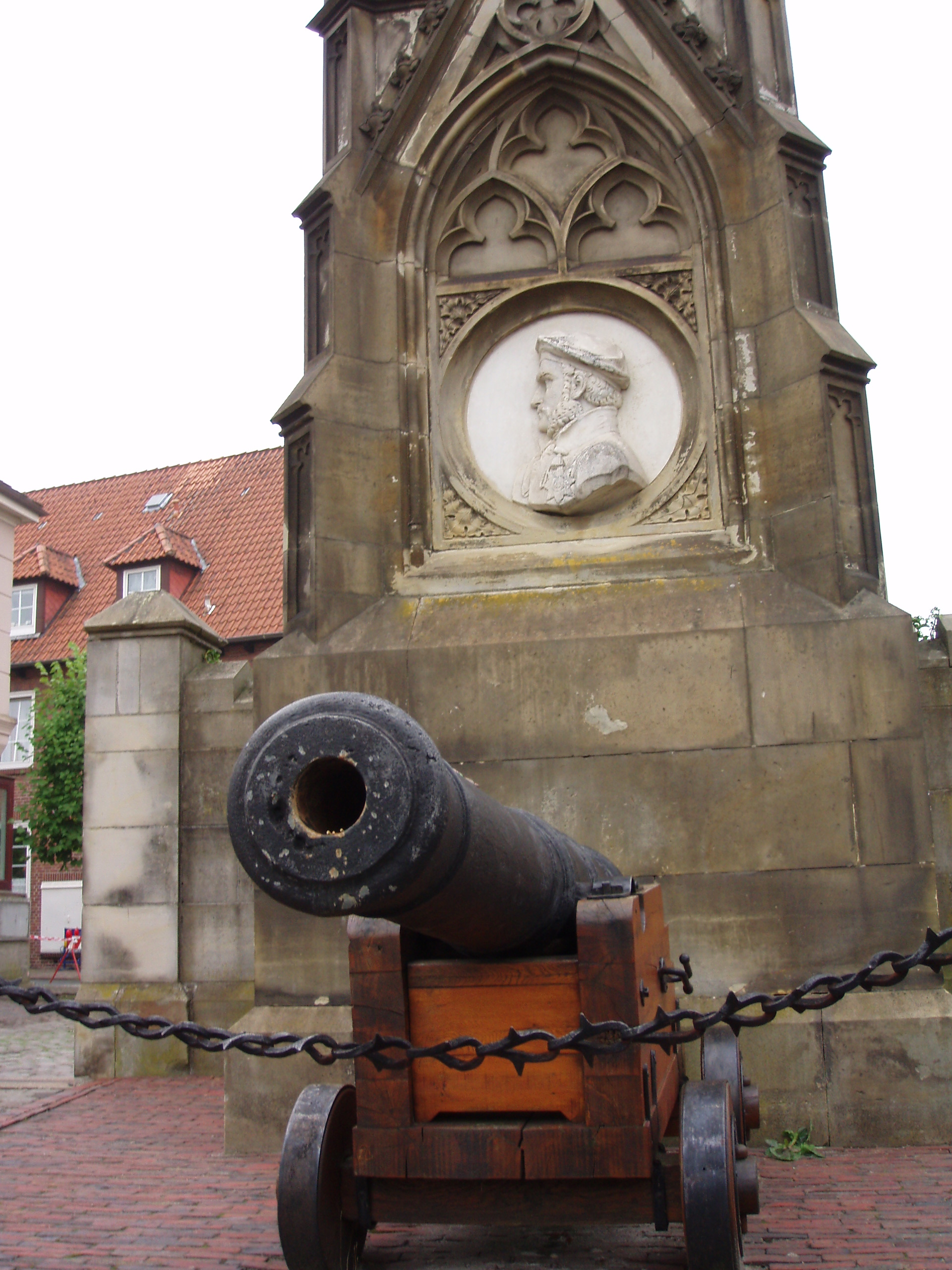
エルスフレートの記念碑。

「黒い軍勢」は1809年3月、ナーホトに集結して5月12日に出発した。5月30日にはツィッタウ近郊で初陣 (de:Feuertaufe) を迎えている。多くの犠牲を出した末、この町からの撤退を強いられたものの、後に奪回した。続いてボヘミアのルムブルク (Rumburk) とペータースヴァルト (Peterswald) で戦う。6月にはオーストリア軍とともにザクセンとフランケンで戦った。そしてヴァグラムの戦いでオーストリアが敗れると、「黒い軍勢」は自力で北ドイツへ抜け、北海の沿岸へ向かった。その際、ハルバーシュタット (Halberstadt) とエルパーで戦っている。最終的には8月6日から7日にかけてエルスフレート (Elsfleth) とブラーケ (Brake) からイギリスに脱出することができた。

## 以後の展開
1810年以降、この軍勢は「ブラウンシュヴァイク＝リューネブルク猟兵」（「ブランズウィック＝エールス・イェーガー」（Brunswick-Oels Jäger）とも呼ばれた）としてウェリントン公の指揮下に半島戦争に参加し、そこでもヴェストファーレン王国の部隊と対峙した。ナポレオンの敗北後はブラウンシュヴァイクに戻り、新設されたブラウンシュヴァイク近衛大隊の中核を成している。同大隊は1815年、カトル・ブラの戦い (Battle of Quatre Bras) とワーテルローの戦いに参加した。
何度も改称された後、「黒い軍勢」を前身とする正規部隊は最終的にプロイセン軍に編入され、「第17ブラウンシュヴァイク・フザール連隊 (de:Braunschweigisches Husaren-Regiment Nr. 17) 」および「第92ブラウンシュヴァイク歩兵連隊」となった。

## 著名な参加者
- ヨハン・ハインリヒ・カール・フォン・ベルネヴィッツ (de:Johann Heinrich Carl von Bernewitz)
- ヴィルヘルム・フォン・デルンベルク (de:Wilhelm von Dörnberg)
- アレクサンダー・レオポルト・フォン・エーリヒゼン (de:Alexander Leopold von Erichsen)
- モーリッツ・フォン・ヒルシュフェルト (de:Moritz von Hirschfeld)
- ゲオルク・ルートヴィヒ・コルフェス (de:Georg Ludwig Korfes)
- アウグスト・フォン・クィストルプ (de:August von Quistorp)
- エルンスト・フォン・シュラーダー (de:Ernst von Schrader)
- ブラウンシュヴァイク＝リューネブルク＝エールス公フリードリヒ・ヴィルヘルム
- フリードリヒ・ルートヴィヒ・フォン・ヴァッハホルツ (de:Friedrich Ludwig von Wachholz)
- ヴィルヘルム・フォン・ギラーン (de:Wilhelm von Gillern)

## 後世への影響

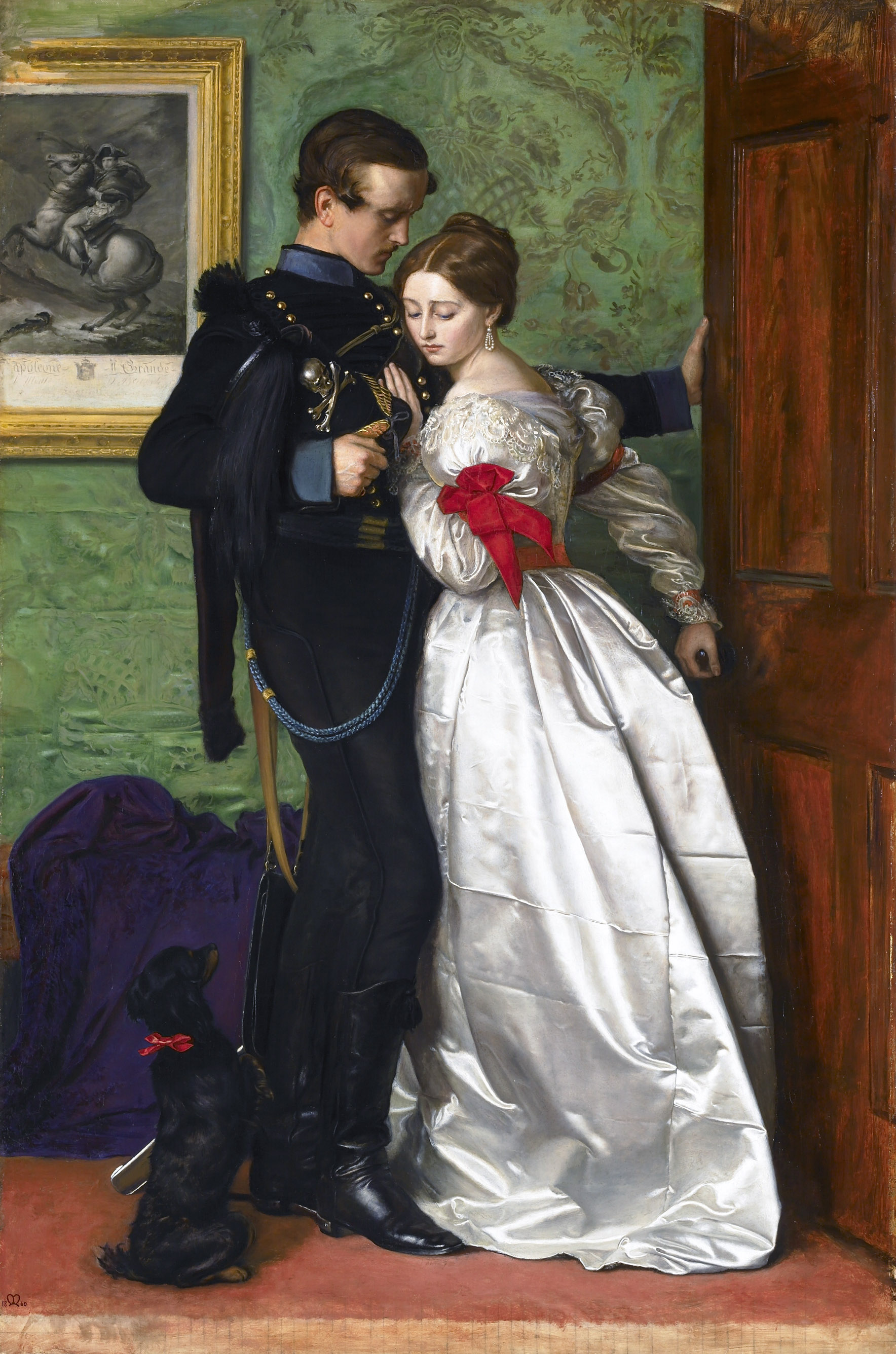
ジョン・エヴァレット・ミレー作『』

「黒い軍勢」（英語圏では「ブラック・ブランズウィッカーズ」）は、同時代の人々から英雄として称賛された。そのため一時期「ブラウンシュヴァイク風」（à la Brunsvic）、すなわち黒いスペンサーを着るのが流行ったばかりか、黒い軍服風に仕立てた当時の洗礼衣が伝わっている。今日ほとんど忘れ去られているこの部隊は、当時のヨーロッパで広範に話題に挙がっていた。1813年以降、この軍勢と英雄的な公爵は様々な詩、絵画や書籍で称揚されている。

## 文献
- Horst-Rüdiger Jarck, Gerhard Schildt (Hrsg.): Braunschweigische Landesgeschichte. Jahrtausendrückblick einer Region. Appelhans, Braunschweig 2000, ISBN 3-930292-28-9.
- Gustav von Kortzfleisch: Geschichte des Herzoglich Braunschweigischen Infanterie-Regiments und seiner Stammtruppen 1809–1902. = Geschichte des Braunschweigischen Infanterie-Regiments Nr. 92. 3 Bände, Limbach, Braunschweig 1896–1903.
- Gustav von Kortzfleisch: Des Herzogs Friedrich Wilhelm von Braunschweig Zug durch Norddeutschland im Jahre 1809. In: Militär-Wochenblatt. Beiheft 9/10, 1894, ZDB-ID 207819-3, S. 300–396 (Auch Sonderabdruck: Mittler, Berlin 1894).
- Fred Mentzel: Der Vertrag Herzog Friedrich Wilhelms von Braunschweig mit der britischen Regierung über die Verwendung des Schwarzen Korps (1809). In: Braunschweigisches Jahrbuch. Bd. 55, 1974, ISSN 0068-0745, S. 230–239, online.
- オットー・フォン・ピーフカ（Otto von Pivka）ことディグビー・スミス (Digby Smith) : The Black Brunswickers. Osprey Men-at-Arms, Reading 1973, ISBN 0-85045-146-9.
- ルートヴィヒ・フェルディナント・シュペーア (de:Ludwig Ferdinand Spehr) : Friedrich Wilhelm, Herzog von Braunschweig-Lüneburg-Oels. 2. Ausgabe des Friedrich Wilhelm's Album. s. n., Braunschweig 1861, Digitalisat.
- Detlef Wenzlik: Unter der Fahne des Schwarzen Herzogs 1809 (= Die Napoleonischen Kriege. Bd. 9). VRZ-Verlag Zörb, Hamburg 2002, ISBN 3-931482-87-1.
- H. von Franckenberg-Ludwigsdorff, Erinnerungen an das Schwarze Corps, welches Herzog Friedrich Wilhelm von Braunschweig-Oels im Jahre 1809 errichtete, Digitalisat

## 外部サイト
- ブラウンシュヴァイク技術大学の、「黒い軍勢」およびフリードリヒ・ヴィルヘルム公にも言及する歴史学セミナー（ドイツ語）
- 多くの歴史的な情報を記載したリエナクトメントグループのサイト（ドイツ語）

## 典拠
1. ↑  Gustav von Kortzfleisch: Des Herzogs Friedrich Wilhelm von Braunschweig Zug durch Norddeutschland im Jahre 1809. 1894, Sonderabdruck S. 1.
2. ↑  Ludwig Ferdinand Spehr: Friedrich Wilhelm, Herzog von Braunschweig-Lüneburg-Oels. 1861, S. 51.
3. ↑  Ludwig Ferdinand Spehr: Friedrich Wilhelm, Herzog von Braunschweig-Lüneburg-Oels. 1861, S. 1.
4. ↑  Ludwig Ferdinand Spehr: Friedrich Wilhelm, Herzog von Braunschweig-Lüneburg-Oels. 1861, S. 50.
5. ↑  Gustav von Kortzfleisch: Des Herzogs Friedrich Wilhelm von Braunschweig Zug durch Norddeutschland im Jahre 1809. 1894, Sonderabdruck S. 74f.
6. ↑  Ludwig Ferdinand Spehr: Friedrich Wilhelm, Herzog von Braunschweig-Lüneburg-Oels. 1861, S. 51f.
7. ↑  Ludwig Ferdinand Spehr: Friedrich Wilhelm, Herzog von Braunschweig-Lüneburg-Oels. 1861, S. 52.
8. ↑  Quelle: Ernst von Wedel: Historische Rang- und Stammliste des deutschen Heeres. Bearbeitet von Claus von Bredow. A. Scherl, Berlin 1905.
9. ↑  Ulrike Strauss:Die „Franzosenzeit“ (1806–1815). In: Horst-Rüdiger Jarck, Gerhard Schildt: Braunschweigische Landesgeschichte. 2000, S. 706f.